# Dávid Góliát fejével (Caravaggio-kép, Bécs)
A Dávid Góliát fejével című festmény Caravaggio alkotása, a Bécsi Szépművészeti Múzeum gyűjteményének része.
Caravaggio azt a pillanatot ábrázolta képén, amikor Dávid parittyájával a földre sújtotta a filiszteus harcost, Góliátot, majd lemetszette a fejét. A történetet így meséli el az Ószövetség: Amikor a filiszteus elindult és Dávid felé közeledett, Dávid hirtelen kilépett a sorból és a filiszteus felé futott. Közben belenyúlt a táskájába, kivett egy követ, elhajította a parittyájából és homlokon találta a filiszteust. A kő behatolt a homlokába, úgyhogy arccal a földre bukott. Így Dávid legyőzte parittyával és kővel a filiszteust, eltalálta és megölte, jóllehet nem volt Dávidnak kard a kezében. Dávid akkor odaszaladt, rálépett a filiszteusra, a kardja után nyúlt, kirántotta hüvelyéből és megölte: levágta a fejét. 
Caravaggio egy melankolikus győztes képét festette meg, aki úgy tűnik, magán és megölt ellenfelén elmélkedik. A kép stílusában a Caravaggio római periódusában készült művekre emlékeztet. A művész két másik hasonló témájú képet is festett, egyik a Pradóban, a másik a római Galleria Borghesében van.
A kép a spanyol Juan de Tassis, Villamediana második grófjának tulajdonában volt, majd I. Károly angol király gyűjteményének része lett. 1667-ben került a Habsburg- uralkodókhoz, ma a Bécsi Szépművészeti Múzeumban látható.